# Sergiusz Romanow (1857–1905)
Sergiusz Aleksandrowicz Romanow (ur. 11 maja 1857 w Carskim Siole, zm. 17 lutego 1905 w Moskwie) – rosyjski arystokrata i polityk, syn cara Aleksandra II Romanowa, generał-gubernator Moskwy w latach 1891 do 1905.

## Życiorys

### Dzieciństwo i młodość
Był siódmym z ośmiorga dzieci cara Aleksandra II i jego żony Marii Aleksandrowny. Jego rodzice zdecydowali, iż podobnie jak młodszy brat Paweł zostanie w przyszłości wojskowym. W ramach prywatnych lekcji poznał kilka języków nowożytnych, szczególnie interesował się językiem i kulturą Włoch. Utalentowany malarsko i muzycznie, grał na flecie w amatorskiej orkiestrze, był również miłośnikiem kultury rosyjskiej.
Już w momencie urodzenia Sergiusz Aleksandrowicz Romanow był tytularnym dowódcą 38 Tobolskiego Pułku Piechoty. Razem z braćmi Włodzimierzem i Aleksym brał udział w wojnie rosyjsko-tureckiej, służąc w stopniu porucznika lejbgwardii pod rozkazami carewicza Aleksandra. W październiku 1877 roku został odznaczony Orderem św. Jerzego IV klasy za męstwo. W grudniu 1877 roku wrócił z ojcem do Petersburga.
W 1882 roku uczestniczył w organizacji rosyjskiej misji prawosławnej w Jerozolimie i powołaniu do życia towarzystwa opiekującego się cerkwiami w Palestynie. W tym samym roku jego brat, car Aleksander III, mianował go dowódcą 1 Batalionu Pułku Prieobrażeńskiego. W 1891 roku został generał-gubernatorem Moskwy.

### Generał gubernator Moskwy
Reprezentował poglądy skrajnie konserwatywne. Wywierał znaczny wpływ na politykę cara Mikołaja II.
18 maja 1896 roku na Polu Chodyńskim, w czasie festynu ludowego towarzyszącego uroczystościom koronacji Mikołaja II, doszło do wybuchu paniki, w wyniku której zginęło ponad tysiąc osób. Za masakrę w dużej mierze odpowiedzialny był wielki książę Sergiusz, który nie zadbał o odpowiednie zabezpieczenie masowej uroczystości. Po tym wydarzeniu Sergiusz zyskał przydomek „księcia chodyńskiego”.
Z dniem 1 stycznia 1905 roku Sergiusz zrzekł się urzędu generał-gubernatora Moskwy, zachował jednak dowództwo moskiewskiego okręgu wojskowego. Znienawidzony z powodu prowadzonej polityki represji, 17 lutego 1905 roku zginął w zamachu zorganizowanym przez eserowców, który przeprowadził Iwan Kalajew. Dla uczczenia pamięci wielkiego księcia moskiewski oddział Rosyjskiego Zebrania Monarchistycznego wzniósł w Moskwie cerkiew Ikony Matki Bożej „Pocieszycielka”. Również na miejscu zamachu ustawiono pomnik, który został zniszczony po rewolucji październikowej. W 2016 przystąpiono do jego odbudowy.

## Życie prywatne
3 czerwca 1884 roku ożenił się z księżniczką heską Elżbietą. Nie mieli biologicznych dzieci; adoptowali wielkiego księcia Dymitra Pawłowicza i jego siostrę wielką księżnę Marię Pawłownę po tym, jak przy porodzie Dymitra zmarła ich matka, księżniczka grecka – Aleksandra. Po śmierci Sergiusza Elżbieta założyła monaster Świętych Marty i Marii w Moskwie i sama została jego przełożoną.